# KMail
KMail és el client de correu de KDE.
Suporta directoris, filtres, visualització de correus HTML, ús de caràcters especials. Pot usar IMAP, POP3 i directoris locals pels correus que arriben. Pot enviar correus via SMTP o sendmail.

## Spam i filtres
Kmail utilitza dos filtres especials per filtrar correus brossa (spam):
- Envia aquest correu a un programa permet qualsevol programa ésser especificat, i quan el filtre del Kmail està activat aquest programa s'engegarà i rebrà el contingut del correu a la seva entrada estàndard.
- Entuba aquest correu a través d'un programa no només envia el correu a un programa en concret, sinó que reemplaça el correu amb la sortida del programa. Això permet a sistemes com l'SpamAssassin pugui afegir les seves pròpies capçaleres al correu.

Aquests filtres modulars es poden combinar amb filtres de text per detectar (per exemple) correus que s'han tret per l'SpamAssassin mirant les capçaleres especials que ha afegit.

## Suport de criptografia
Kmail s'ha creat amb suport per correus OpenPGP i desencriptarà automàticament missatges i comprovarà la signatura només quan l'usuari hagi escrit la seva contrasenya, ensenyant els missatges amb un marc blau o verd per mostrar que eren encriptats.

## Suport Groupware
Quan s'usa integrat en la suit Kontact, Kmail pot actuar com un client de groupware, compartint llistes de contactes, correus, calendaris i notes entre usuaris.